# ПБ-01
ПБ-01 — планировщик балласта предназначен для планирования и перераспределения балласта при строительстве, ремонте или текущем содержании железнодорожного пути с рельсами до Р 75 включительно, с деревянными и железобетонными шпалами, при всех видах скреплений и всех видах балласта.

## Производитель
ОАО «Калужский завод путевых машин и гидроприводов» (ОАО «Калугапутьмаш»).

## Описание

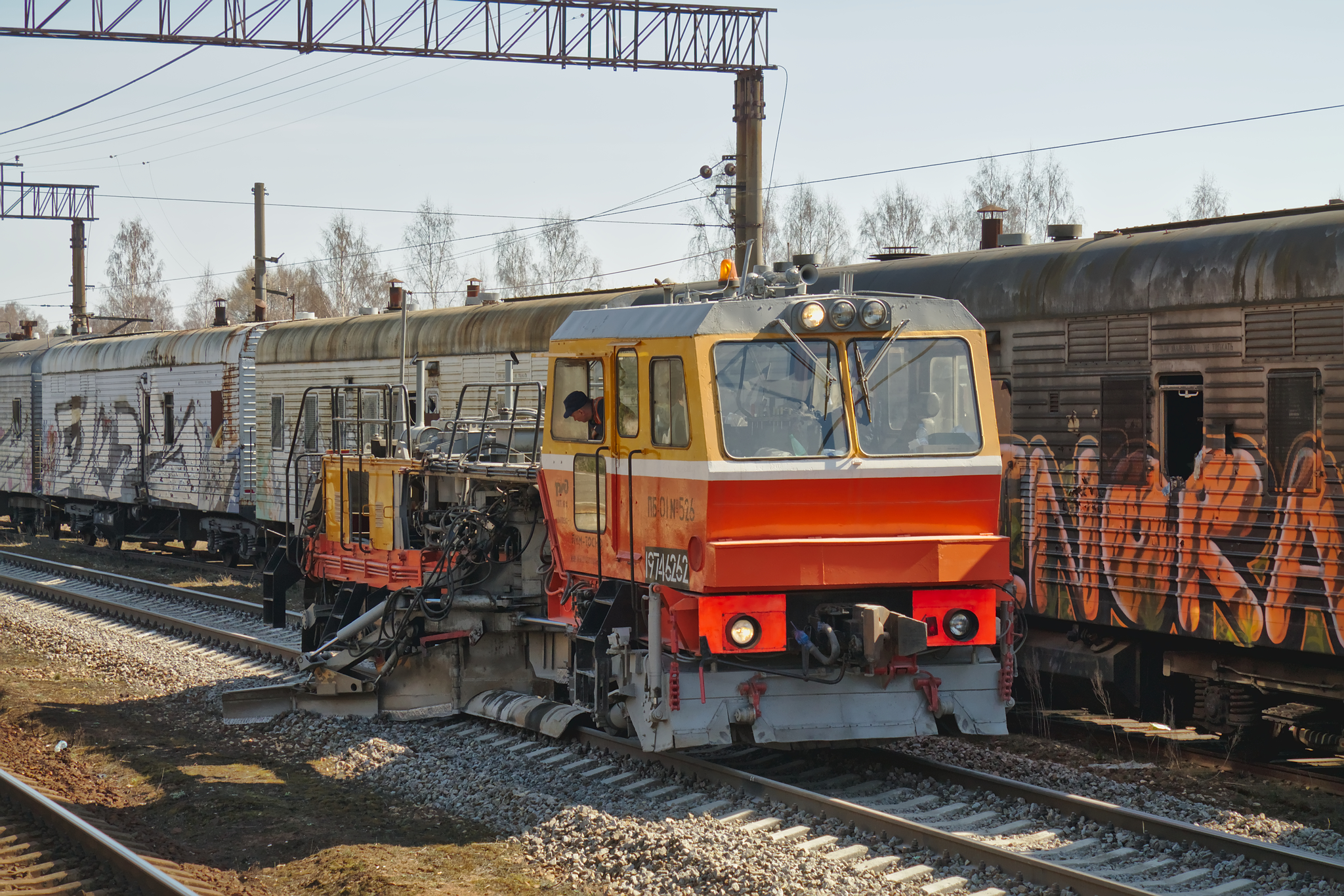
ПБ-01 в работе

Планировщик балласта представляет собой самоходный двухосный экипаж, обслуживаемый тремя машинистами.

### Рабочие операции машины
- планирование балластного материала по всей ширине балластной призмы для обеспечения её проектного профиля;
- перераспределение излишков балласта с откосов и междупутья внутрь колеи;
- перераспределение с откоса в междупутье или наоборот;
- удаление балласта с верхней поверхности шпал и перемещение его за концы шпал;
- очистка скреплений рельса от балласта[6].

### Рабочие органы машины
- центральные и боковые плуги, расположенные в средней части;
- щетки для очистки скреплений — в передней части;
- подборщик для перераспределения балласта, установленный на раме под кабиной машиниста[6].

## Технические характеристики
| Масса в снаряженном состоянии, т                        | 28        |
| Скорость движения, км/ч в транспортном режиме, не более | 80        |
| Мощность силовой установки, кВт (л.с.)                  | 176 (240) |
| В рабочем режиме интервал скоростей, км/ч               |           |
| при работе подборщиком и щетками для очистки скреплений | 0…2       |
| при работе боковыми плугами                             | 0…6       |
| при работе центральным плугом                           | 0…20      |
| Толщина обрабатываемого слоя не более, м                |           |
| при работе центральным плугом                           | 0,1       |
| при работе боковыми плугами                             | 0,1       |
| при работе подборщиком                                  | 0,04      |
| Ширина захвата балласта не более, м                     |           |
| при работе центральным плугом                           | 3,6       |
| при работе боковыми плугами                             | 6,4       |
| при работе подборщиком                                  | 2,6       |
| Минимальный радиус прохождения кривых, м                |           |
| в транспортном режиме                                   | 150       |
| в рабочем режиме                                        | 200       |